# Kanton Metz-Ville-3
Kanton Metz-Ville-3 (fr. Canton de Metz-Ville-3), tj. Mety-město byl francouzský kanton v departementu Moselle v regionu Lotrinsko. Tvořila ho pouze část města Mety (městské čtvrtě Magny, Metz-Centre, Nouvelle ville a Le Sablon). Zrušen byl po reformě kantonů 2014.